# South Solon, Ohio
South Solon là một làng thuộc quận Madison, tiểu bang Ohio, Hoa Kỳ. Năm 2010, dân số của làng này là 355 người.

## Dân số
- Dân số năm 2000: 405 người.
- Dân số năm 2010: 355 người.